# رايموند س. ستيفنز
رايموند س. ستيفنز (بالإنجليزية: Raymond C. Stevens)‏ هو كيميائي أمريكي، ولد في 1963.